# Scott Free Productions
Scott Free Productions lub po prostu Scott Free – niezależna firma produkcyjna założona w 1970 roku przez braci filmowców, Ridleya i Tony'ego Scottów.
W 1980 roku założyli firmę zajmującą się rozwojem filmów fabularnych Percy Main Productions, nadając jej nazwę po angielskiej wiosce Percy Main, w której dorastał ich ojciec. W 1995 roku firma została przemianowana na Scott Free Productions.
Scott Free Productions ma biura w Londynie i Los Angeles. Współpracuje z większą firmą Ridleya Scotta, RSA Films, pomagając reżyserom w filmach i telewizji.

## Historia
W 1992 roku Percy Main Productions podpisało kontrakt produkcyjny z Paramount Pictures na produkcję swoich filmów fabularnych.
W 1993 roku dwie oddzielne firmy producenckie, Tony Scott Productions i Percy Main Productions zostały połączone w jeden dach i podpisały umowę z 20th Century Fox i włoskim RCS Video, z brytyjskim Majestic Films International w celu dystrybucji swoich filmów i stworzyły nowy sztandar Scott Free Productions.
W 1995 roku bracia Scott przenieśli się do Disneya, a Largo Entertainment przejęło międzynarodową dystrybucję ich produktu. W 1996 roku podpisali dodatkową umowę z Intermedia Films na finansowanie niektórych jej filmów.
W listopadzie 1997 roku przenieśli się na pełny etat do PolyGram Filmed Entertainment, gdzie produkowali filmy fabularne dla studia, rozwiązując umowy z Disneyem i Intermedia Films.
W 1999 roku Scott Free Productions zawarło dwuletni kontrakt produkcyjny z Walt Disney Studios i Jerry Bruckheimer Films, po zakończeniu pierwotnej umowy z Universal Pictures, która została odziedziczona po PolyGram Filmed Entertainment. Tam firma wyprodukowała Helikopter w ogniu.
W 2001 roku Scott Free został przeniesiony do 20th Century Fox, a Fox wyprodukował swoje filmy fabularne po wygaśnięciu poprzedniej umowy z producentem Jerrym Bruckheimerem.
W 2002 roku Scott Free podpisał kontrakt telewizyjny z CBS na produkcję programów telewizyjnych emitowanych w sieci.
W 2005 roku serial Wzór stał się pierwszym hitem telewizyjnym wytwórni. Strategia powtórzyła się w 2009 roku, kiedy Scott Free wyprodukował swój drugi hitowy serial Żona idealna.
W 2012 roku zmarł Tony Scott, który był jednym ze współzałożycieli firmy w 1993 roku.

## Produkcja filmowa

### Filmy animowane
| Rok  | Tytuł    | Uwagi                  |
| ---- | -------- | ---------------------- |
| 2006 | Especial | jako Scott Free Vision |